# دالر، کلاکماننشر
دالر (به انگلیسی: Dollar) یک شهرک در اسکاتلند است که در کلاکماننشر واقع شده‌است. دالر ۲٬۸۷۷ نفر جمعیت دارد.